# Nílton Santos
Nílton Reis dos Santos (n. 16 mai 1925, Rio de Janeiro, Brazilia – d. 27 noiembrie 2013, ibid) este un fost jucător brazilian de fotbal. A fost fundaș stânga, dar putea juca oriunde pe partea dreaptă. Era foarte bine cunoscut pentru felul cum ataca.
Era poreclit Enciclopedia datorită cunoștințelor sale despre fotbal. Nílton a fost un jucător cheie la Campionatele Mondiale din 1954, 1958 și 1962 pentru echipa Braziliei, echipă din a cărui lot a făcut parte și la Campionatul Mondial din 1950 (nu a jucat în niciun meci) și a devenit faimos după ce a înscris un gol împotriva Australiei în 1958.
Pelé l-a trecut pe lista FIFA 100 în martie 2004.
Nílton Santos a jucat în cariera lui doar pentru două echipe, Botafogo FR și echipa națională de fotbal a Braziliei, cumulând 75 de selecții și înscriind 3 goluri. Este considerat ca fiind cel mai bun fundaș stânga din istorie.